# Llista d'asteroides/192601-192700
| Nom      | Designació provisional | Data de descobriment   | Lloc de descobriment | Descobridor/s         |
| -------- | ---------------------- | ---------------------- | -------------------- | --------------------- |
| 192601 - | 1999 CK159             | 9 de febrer de 1999    | Kitt Peak            | Spacewatch            |
| 192602 - | 1999 EQ2               | 10 de març de 1999     | Kitt Peak            | Spacewatch            |
| 192603 - | 1999 EA9               | 15 de març de 1999     | Kitt Peak            | Spacewatch            |
| 192604 - | 1999 EO13              | 10 de març de 1999     | Kitt Peak            | Spacewatch            |
| 192605 - | 1999 FE12              | 18 de març de 1999     | Kitt Peak            | Spacewatch            |
| 192606 - | 1999 FE42              | 20 de març de 1999     | Socorro              | LINEAR                |
| 192607 - | 1999 FB60              | 19 de març de 1999     | Kitt Peak            | Spacewatch            |
| 192608 - | 1999 FH60              | 19 de març de 1999     | Caussols             | ODAS                  |
| 192609 - | 1999 GY3               | 12 d'abril de 1999     | Cocoa                | I. P. Griffin         |
| 192610 - | 1999 GH10              | 11 d'abril de 1999     | Kitt Peak            | Spacewatch            |
| 192611 - | 1999 GX26              | 7 d'abril de 1999      | Socorro              | LINEAR                |
| 192612 - | 1999 GT39              | 12 d'abril de 1999     | Socorro              | LINEAR                |
| 192613 - | 1999 GL46              | 12 d'abril de 1999     | Socorro              | LINEAR                |
| 192614 - | 1999 GY54              | 6 d'abril de 1999      | Kitt Peak            | Spacewatch            |
| 192615 - | 1999 GP56              | 9 d'abril de 1999      | Kitt Peak            | Spacewatch            |
| 192616 - | 1999 GF58              | 7 d'abril de 1999      | Socorro              | LINEAR                |
| 192617 - | 1999 HX9               | 17 d'abril de 1999     | Socorro              | LINEAR                |
| 192618 - | 1999 JP4               | 10 de maig de 1999     | Socorro              | LINEAR                |
| 192619 - | 1999 JQ4               | 10 de maig de 1999     | Socorro              | LINEAR                |
| 192620 - | 1999 JV5               | 12 de maig de 1999     | Socorro              | LINEAR                |
| 192621 - | 1999 JN11              | 10 de maig de 1999     | Socorro              | LINEAR                |
| 192622 - | 1999 JW26              | 10 de maig de 1999     | Socorro              | LINEAR                |
| 192623 - | 1999 JR36              | 10 de maig de 1999     | Socorro              | LINEAR                |
| 192624 - | 1999 JJ44              | 10 de maig de 1999     | Socorro              | LINEAR                |
| 192625 - | 1999 JS101             | 13 de maig de 1999     | Socorro              | LINEAR                |
| 192626 - | 1999 JR133             | 14 de maig de 1999     | Catalina             | CSS                   |
| 192627 - | 1999 KS                | 16 de maig de 1999     | Catalina             | CSS                   |
| 192628 - | 1999 KK3               | 17 de maig de 1999     | Kitt Peak            | Spacewatch            |
| 192629 - | 1999 KM11              | 18 de maig de 1999     | Socorro              | LINEAR                |
| 192630 - | 1999 LL                | 5 de juny de 1999      | Woomera              | F. B. Zoltowski       |
| 192631 - | 1999 LG29              | 9 de juny de 1999      | Kitt Peak            | Spacewatch            |
| 192632 - | 1999 NL53              | 12 de juliol de 1999   | Socorro              | LINEAR                |
| 192633 - | 1999 NT56              | 12 de juliol de 1999   | Socorro              | LINEAR                |
| 192634 - | 1999 NF60              | 13 de juliol de 1999   | Socorro              | LINEAR                |
| 192635 - | 1999 QT                | 17 d'agost de 1999     | Kitt Peak            | Spacewatch            |
| 192636 - | 1999 QL2               | 31 d'agost de 1999     | Ondřejov             | L. Šarounová          |
| 192637 - | 1999 RD6               | 3 de setembre de 1999  | Kitt Peak            | Spacewatch            |
| 192638 - | 1999 RC10              | 7 de setembre de 1999  | Socorro              | LINEAR                |
| 192639 - | 1999 RR20              | 7 de setembre de 1999  | Socorro              | LINEAR                |
| 192640 - | 1999 RY20              | 7 de setembre de 1999  | Socorro              | LINEAR                |
| 192641 - | 1999 RG23              | 7 de setembre de 1999  | Socorro              | LINEAR                |
| 192642 - | 1999 RD32              | 8 de setembre de 1999  | Socorro              | LINEAR                |
| 192643 - | 1999 RG39              | 6 de setembre de 1999  | Catalina             | CSS                   |
| 192644 - | 1999 RS39              | 7 de setembre de 1999  | Catalina             | CSS                   |
| 192645 - | 1999 RJ47              | 7 de setembre de 1999  | Socorro              | LINEAR                |
| 192646 - | 1999 RZ67              | 7 de setembre de 1999  | Socorro              | LINEAR                |
| 192647 - | 1999 RU71              | 7 de setembre de 1999  | Socorro              | LINEAR                |
| 192648 - | 1999 RO76              | 7 de setembre de 1999  | Socorro              | LINEAR                |
| 192649 - | 1999 RV78              | 7 de setembre de 1999  | Socorro              | LINEAR                |
| 192650 - | 1999 RF80              | 7 de setembre de 1999  | Socorro              | LINEAR                |
| 192651 - | 1999 RS80              | 7 de setembre de 1999  | Socorro              | LINEAR                |
| 192652 - | 1999 RM81              | 7 de setembre de 1999  | Socorro              | LINEAR                |
| 192653 - | 1999 RD103             | 8 de setembre de 1999  | Socorro              | LINEAR                |
| 192654 - | 1999 RZ106             | 8 de setembre de 1999  | Socorro              | LINEAR                |
| 192655 - | 1999 RQ107             | 8 de setembre de 1999  | Socorro              | LINEAR                |
| 192656 - | 1999 RF121             | 9 de setembre de 1999  | Socorro              | LINEAR                |
| 192657 - | 1999 RD125             | 9 de setembre de 1999  | Socorro              | LINEAR                |
| 192658 - | 1999 RU130             | 9 de setembre de 1999  | Socorro              | LINEAR                |
| 192659 - | 1999 RJ134             | 9 de setembre de 1999  | Socorro              | LINEAR                |
| 192660 - | 1999 RD150             | 9 de setembre de 1999  | Socorro              | LINEAR                |
| 192661 - | 1999 RU155             | 9 de setembre de 1999  | Socorro              | LINEAR                |
| 192662 - | 1999 RK161             | 9 de setembre de 1999  | Socorro              | LINEAR                |
| 192663 - | 1999 RS169             | 9 de setembre de 1999  | Socorro              | LINEAR                |
| 192664 - | 1999 RK179             | 9 de setembre de 1999  | Socorro              | LINEAR                |
| 192665 - | 1999 RS181             | 14 de setembre de 1999 | Kitt Peak            | Spacewatch            |
| 192666 - | 1999 RC189             | 9 de setembre de 1999  | Socorro              | LINEAR                |
| 192667 - | 1999 RC199             | 10 de setembre de 1999 | Socorro              | LINEAR                |
| 192668 - | 1999 RQ199             | 8 de setembre de 1999  | Socorro              | LINEAR                |
| 192669 - | 1999 RD203             | 8 de setembre de 1999  | Socorro              | LINEAR                |
| 192670 - | 1999 RR206             | 8 de setembre de 1999  | Socorro              | LINEAR                |
| 192671 - | 1999 RF213             | 11 de setembre de 1999 | Socorro              | LINEAR                |
| 192672 - | 1999 RW219             | 4 de setembre de 1999  | Catalina             | CSS                   |
| 192673 - | 1999 RD222             | 7 de setembre de 1999  | Catalina             | CSS                   |
| 192674 - | 1999 RB224             | 7 de setembre de 1999  | Catalina             | CSS                   |
| 192675 - | 1999 RG226             | 4 de setembre de 1999  | Catalina             | CSS                   |
| 192676 - | 1999 RK239             | 8 de setembre de 1999  | Catalina             | CSS                   |
| 192677 - | 1999 RR252             | 8 de setembre de 1999  | Socorro              | LINEAR                |
| 192678 - | 1999 SM10              | 30 de setembre de 1999 | Socorro              | LINEAR                |
| 192679 - | 1999 SO12              | 30 de setembre de 1999 | Socorro              | LINEAR                |
| 192680 - | 1999 SE17              | 30 de setembre de 1999 | Catalina             | CSS                   |
| 192681 - | 1999 SJ21              | 30 de setembre de 1999 | Kitt Peak            | Spacewatch            |
| 192682 - | 1999 SF26              | 30 de setembre de 1999 | Kitt Peak            | Spacewatch            |
| 192683 - | 1999 SO27              | 29 de setembre de 1999 | Anderson Mesa        | LONEOS                |
| 192684 - | 1999 TW6               | 6 d'octubre de 1999    | Višnjan Observatory  | K. Korlević, M. Jurić |
| 192685 - | 1999 TA8               | 7 d'octubre de 1999    | Črni Vrh             | Črni Vrh              |
| 192686 - | 1999 TU17              | 15 d'octubre de 1999   | Bornheim             | N. Ehring             |
| 192687 - | 1999 TC21              | 7 d'octubre de 1999    | Goodricke-Pigott     | R. A. Tucker          |
| 192688 - | 1999 TQ22              | 3 d'octubre de 1999    | Kitt Peak            | Spacewatch            |
| 192689 - | 1999 TF25              | 3 d'octubre de 1999    | Socorro              | LINEAR                |
| 192690 - | 1999 TO35              | 4 d'octubre de 1999    | Socorro              | LINEAR                |
| 192691 - | 1999 TY39              | 3 d'octubre de 1999    | Catalina             | CSS                   |
| 192692 - | 1999 TH41              | 2 d'octubre de 1999    | Kitt Peak            | Spacewatch            |
| 192693 - | 1999 TH42              | 3 d'octubre de 1999    | Kitt Peak            | Spacewatch            |
| 192694 - | 1999 TM44              | 3 d'octubre de 1999    | Kitt Peak            | Spacewatch            |
| 192695 - | 1999 TB48              | 4 d'octubre de 1999    | Kitt Peak            | Spacewatch            |
| 192696 - | 1999 TO54              | 6 d'octubre de 1999    | Kitt Peak            | Spacewatch            |
| 192697 - | 1999 TB60              | 7 d'octubre de 1999    | Kitt Peak            | Spacewatch            |
| 192698 - | 1999 TF60              | 7 d'octubre de 1999    | Kitt Peak            | Spacewatch            |
| 192699 - | 1999 TL60              | 7 d'octubre de 1999    | Kitt Peak            | Spacewatch            |
| 192700 - | 1999 TJ61              | 7 d'octubre de 1999    | Kitt Peak            | Spacewatch            |